# Eugenio Cecconi (1834-1888)
Ne pas confondre avec le peintre Eugenio Cecconi (1842-1903).
Pour les articles homonymes, voir Cecconi.
Eugenio Cecconi, né le 4 février 1834 à Florence et mort le 15 juin 1888 dans la même ville, est un ecclésiastique catholique romain italien et un historien de l'église. Il est archevêque de Florence de 1874 jusqu'à sa mort. 

## Biographie
Eugenio Cecconi étudie les mathématiques à Pise, puis retourne dans sa Florence natale. Il y travaille pour plusieurs organisations ecclésiastiques et décide alors de poursuivre une carrière cléricale. Le 8 septembre 1859, il est ordonné prêtre. Il termine ses études de théologie au Collegio Capranica de Rome et devient plus tard vice-recteur du séminaire canonique de l'archidiocèse de Florence. En janvier 1864, Eugenio Cecconi fonde une revue historique mensuelle pour fournir un guide historique et théologique au clergé italien. Cette revue est interrompue en juin 1868. L'année suivante, il publie un ouvrage sur le Concile de Florence, qui s'est réuni au XVe siècle, et y défend le dogme de l'infaillibilité pontificale proclamé en 1870. À l'invitation du pape Pie IX, Eugenio Cecconi assiste au premier Concile du Vatican et y achève son travail.
Le 21 décembre 1874, Pie IX le nomme archevêque de Florence. Il est consacré évêque le 3 janvier 1875 par le cardinal Costantino Patrizi Naro. Les co-consécrateurs sont Pietro Gianelli, secrétaire de la Congrégation pour le clergé, et Alessandro Sanminiatelli Zabarella, archevêque titulaire de Tyane (de). Il agrandit le séminaire diocésain et prend une position ferme en faveur de l'Église sur la question romaine. Il la réaffirme en septembre 1875 lors de la deuxième réunion de l'organisation catholique Opera dei Congressi, fondée l'année précédente. Il considère les courants politiques de l'époque comme les « antipodes de la vérité catholique ». Pendant son épiscopat, il continue à se consacrer à la recherche historique, publiant un essai sur Martin Luther en 1883.
Eugenio Cecconi tombe malade d'un cancer du larynx en 1886 et meurt deux ans plus tard à l'âge de 54 ans.